# Tortura durante la guerra de Independencia de Argelia

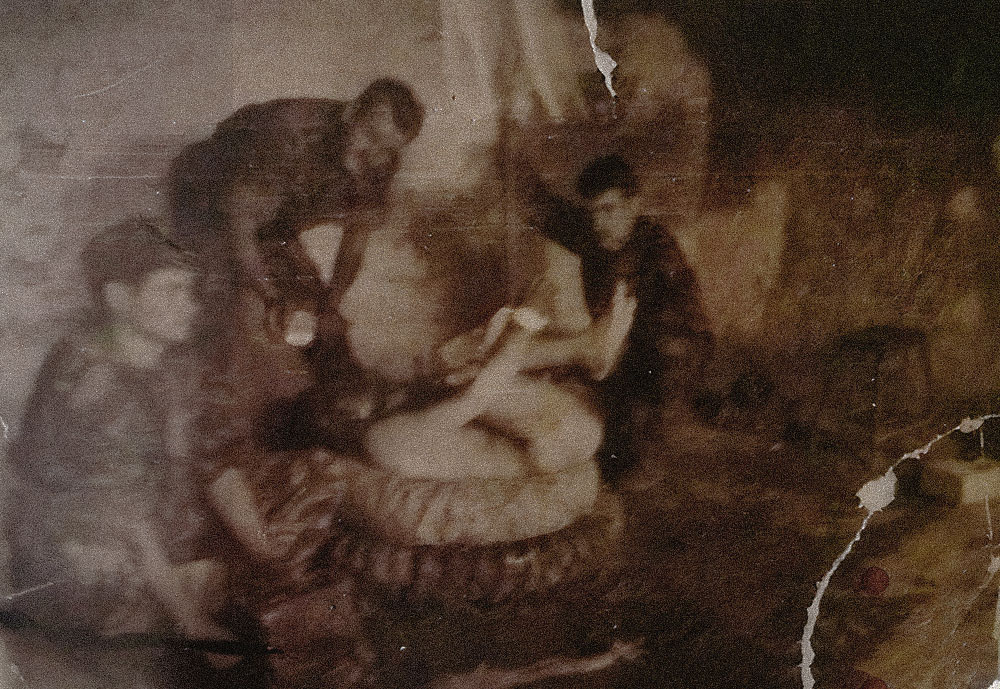
Un argelino es sumergido en agua y torturado por el ejército francés utilizando electricidad, mientras dos neumáticos sirven de contenedores (1961).

Elementos de las Fuerzas Armadas francesas emplearon torturas deliberadas durante la Guerra de Independencia de Argelia (1954-1962), lo que generó una controversia pública aún vigente. Pierre Vidal-Naquet, un reconocido historiador francés, estimó que hubo "cientos de miles de casos de tortura" por parte del ejército francés en Argelia.

## Vista general

Un argelino fue desnudado y fue sometido a la acción de cinco soldados franceses, quienes le abrieron las piernas y le tocaron sus partes íntimas.

La Guerra de Independencia de Argelia fue un conflicto armado entre las Fuerzas Armadas Francesas y el Frente de Liberación Nacional (FLN) Argelino ocurrido entre los años 1954 y 1962 que finalizó con la independencia de Argelia de Francia. El propio Estado francés se negó a considerar el conflicto colonial como una guerra, ya que eso significaría reconocer a la otra parte (el Frente de Liberación Nacional) como una entidad legítima. Así, hasta el 10 de agosto de 1999, Francía siguió calificando la guerra de independencia de Argelia de una simple "operación de orden público" contra el "terrorismo" del FLN.
Como Francia no consideraba el conflicto como una guerra sino más bien como un "mantenimiento del orden" en el país, no se consideraba vinculada por el Artículo 3 común a las Convenciones de Ginebra de 1949, que sólo ordena el trato humano de las personas en un conflicto. Además de prohibir el uso de la tortura, el artículo 3 común da al Comité Internacional de la Cruz Roja (CICR) acceso a los detenidos. Los detenidos por los franceses eran considerados criminales y por tanto no recibían el trato que se les debía conceder según el Artículo 3 Común. No fue hasta 1957 cuando se hizo público que el gobierno francés estaba utilizando la tortura que comenzaron a conceder más derechos a los rebeldes capturados. En 1957, el líder del ejército francés en Argelia, Raoul Salan, anunció que comenzarían a tratar a los enemigos capturados "de la manera más parecida posible a como los países civilizados tratan a los prisioneros de guerra". También se crearon campos de internamiento para prisioneros el año siguiente, pero el gobierno francés continuó con su postura de que el conflicto no era una guerra.
Al principio de la guerra, el FLN fue asumiendo progresivamente el control en Argelia mediante actos selectivos contra ciudadanos franceses y argelinos que apoyaban a los franceses. Entre 1954 y 1956, la violencia aumentó enormemente, acompañada de ejecuciones sumarias e internamientos en campos por parte del ejército francés. La tortura se utilizó indiscriminadamente, justificada por la noción de "terrorismo", contra detenidos del FLN y civiles sospechosos de ayudarlo. El general Salan, comandante en jefe de las fuerzas francesas en Argelia, había desarrollado en Indochina una teoría de "guerra contrarrevolucionaria" que incluía el uso de la tortura.
El CICR recibió autorización del primer ministro radical Pierre Mendès France el 2 de febrero de 1955 para acceder a los detenidos en misiones breves de un mes, pero su informe "no debía hacerse público". Su gobierno tuvo que dimitir tres días después. Según la historiadora Raphaëlle Branche, "era como si Mendès France se estuviera preparando para su partida, estableciendo todas las barreras protectoras posibles". El ejército francés no consideraba a los detenidos prisioneros de guerra, sino PAM (acrónimo francés de "cautivos en posesión de armas", "pris les armes à la main").

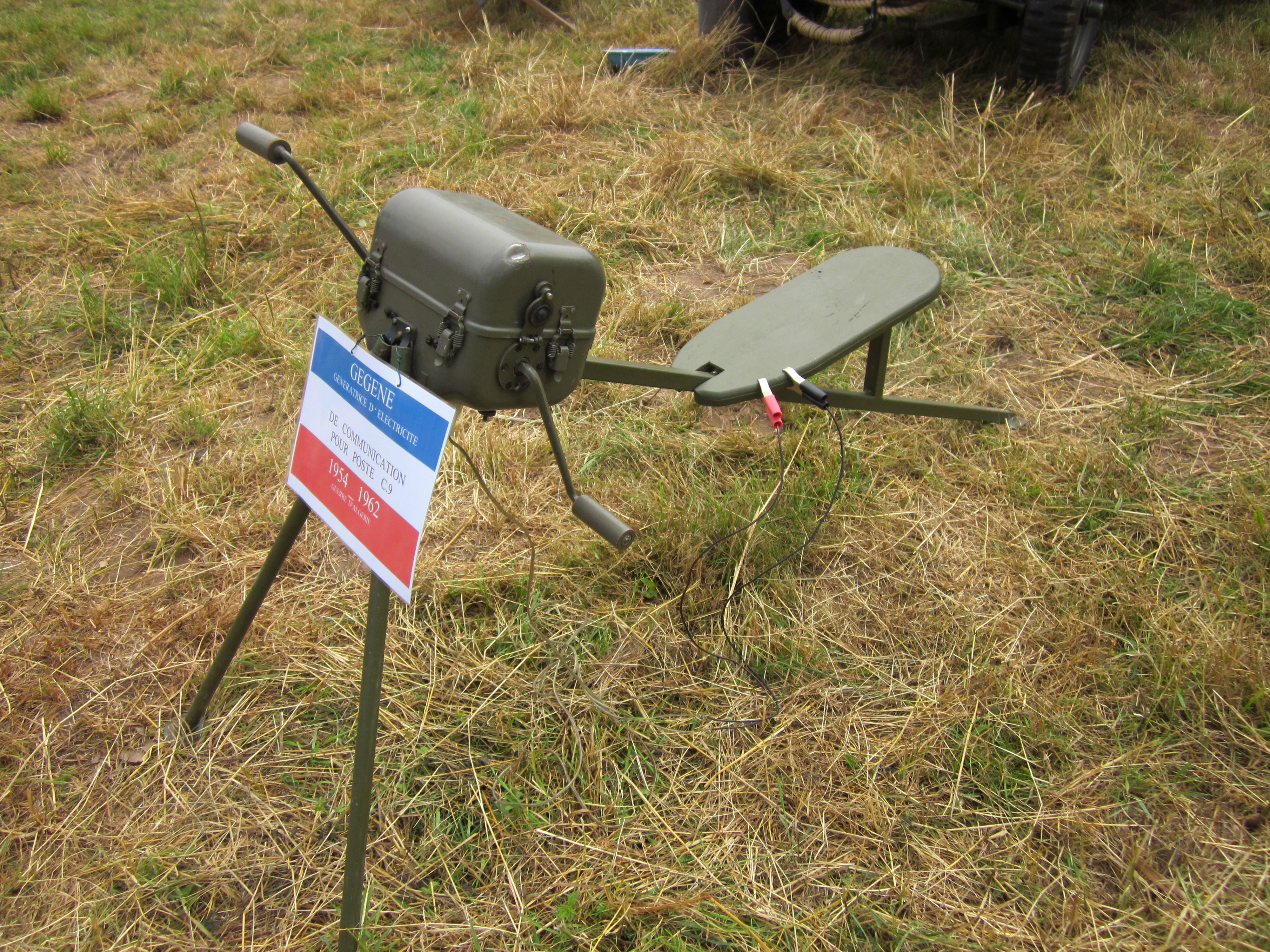
"Gégène", un dispositivo utilizado por las fuerzas francesas para generar electricidad; luego se colocaban electrodos en partes del cuerpo de la víctima para la tortura eléctrica.

Aunque el uso de la tortura se hizo rápidamente conocido y fue combatido por la oposición de izquierda, el Estado francés negó repetidamente su empleo, censurando más de 250 libros, periódicos y películas (solo en la Francia metropolitana) que trataban el tema y 586 en Argelia. El libro de Henri Alleg de 1958, La Question, la canción de Boris Vian de 1954 Le Déserteur y la película de Jean-Luc Godard de 1960 Le Petit Soldat (estrenada en 1963) son ejemplos famosos de dicha censura.[cita requerida] Un informe confidencial de la CICR filtrado al periódico Le Monde confirmó las denuncias de tortura realizadas por la oposición a la guerra, representada en particular por el Partido Comunista Francés (PCF) y otros círculos antimilitaristas. Aunque muchos militantes de izquierda, entre ellos los famosos escritores existencialistas Jean-Paul Sartre y Albert Camus, y el historiador Pierre Vidal-Naquet, denunciaron sin excepción el uso de la tortura, el propio gobierno francés estaba encabezado en 1957 por el secretario general de la Sección Francesa de la Internacional de los Trabajadores (SFIO), Guy Mollet. En general, la SFIO apoyó las guerras coloniales durante la Cuarta República (1947-1954), comenzando con el aplastamiento de la revuelta de Madagascar en 1947 por el gobierno socialista de Paul Ramadier.
La polémica sobre el uso de la tortura sigue teniendo eco hoy en día. Ya en 1977, el historiador británico Alistair Horne escribió en Una salvaje guerra de paz que la tortura se convertiría en un cáncer creciente para Francia, dejando tras de sí un veneno que permanecería en el sistema francés mucho después de que la guerra hubiera terminado. En ese momento, Horne no pudo confirmar ni negar que la tortura hubiera sido ordenada por los más altos rangos de la jerarquía militar y civil del Estado francés. En 2001, el general Paul Aussaresses confirmó que la tortura se había empleado no sólo a gran escala sino también siguiendo órdenes del gobierno francés.

### La batalla de Argel, el estado de emergencia y el informe del CICR
Las autoridades civiles cedieron el control a los militares durante la Batalla de Argel, de enero a octubre de 1957. Así, el general Jacques Massu, comandante de la 10ª División Paracaidista, al mando durante la batalla de Argel, debía aplastar la insurgencia por todos los medios necesarios. Arrojaron a cientos de prisioneros al mar desde el puerto de Argel o en vuelos de la muerte en helicóptero. Como a veces los cadáveres volvían a subir a la superficie, empezaron a verter hormigón. Estas víctimas eran conocidas como "camarones de Bigeard" ("crevettes Bigeard"), por el apellido de un conocido comandante de helicóptero paracaidista. Los capellanes militares franceses tranquilizaron las conciencias atribuladas de los militares. Uno de ellos, Louis Delarue, escribió un texto distribuido a todas las unidades:

Si, en interés general, la ley permite matar a un asesino, ¿por qué debería considerarse monstruoso someter a un delincuente reconocido como tal y, por tanto, susceptible de ser condenado a muerte, a un interrogatorio que puede ser doloroso, pero que tiene como único objeto, gracias a las revelaciones que pueda hacer sobre sus cómplices y jefes, proteger a los inocentes? Circunstancias excepcionales requieren medidas excepcionales.

En 1958, el general Salan estableció centros especiales de internamiento militar para los rebeldes del PAM. El ministro del Interior declaró el estado de emergencia, mientras el ejército libra una "lucha contra el terrorismo" del FLN. Los poderes especiales fueron transferidos a los militares y devueltos a los poderes civiles recién en septiembre de 1959, cuando Charles de Gaulle pronunció su discurso sobre la autodeterminación. El general Salan se negó a aplicar las Convenciones de Ginebra ratificadas por Francia en 1951 porque los detenidos no eran prisioneros de guerra. Las autoridades civiles tenían diferentes actitudes respecto al uso de la tortura por parte de los militares. El IGAME (Inspector general en misión extraordinaria) de Orán y Argel optó por evitar el tema, mientras que el IGAME de Constantinois, Maurice Papon (fallecido en 2007 tras haber sido condenado por crímenes contra la humanidad por su papel en el régimen de Vichy), participó activamente en la represión.
El 5 de enero de 1960, el periódico Le Monde publicó un resumen del informe sobre la séptima misión del CICR en Argelia. "Se siguen denunciando numerosos casos de malos tratos y tortura", revela el artículo, otorgando legitimidad al CICR a los numerosos casos ya documentados. Un coronel de la policía francesa declaró a los delegados: "La lucha contra el terrorismo exige recurrir a ciertas técnicas de interrogatorio como única forma de salvar vidas humanas y evitar nuevos atentados".
Mucho más tarde se supo que Gaston Gosselin, miembro del Ministerio de Justicia y encargado de los asuntos de internamiento en Francia metropolitana, había filtrado el informe a los periodistas de Le Monde. Tuvo que dimitir unos meses más tarde y al CICR se le prohibió durante un año realizar cualquier misión en Argelia.

### Otros testimonios y descripciones

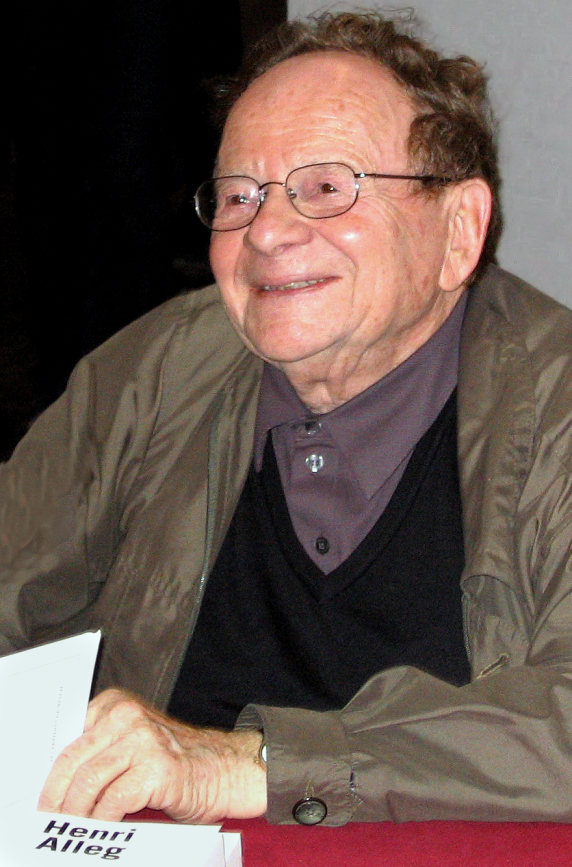
Henri Alleg

Henri Alleg, director del periódico Alger Républicain y del Partido Comunista Argelino (PCA), denunció la tortura que sufrió en su libro  La Question (Minuit, 1958), que alcanzó la venta de 60.000 ejemplares en un día. El título de su libro hacía referencia a la Inquisición, de la que se decía que interrogaba a la gente. El libro de Alleg detallaba los diversos métodos de tortura, entre ellos el infame gégène, un generador de electricidad utilizado inicialmente para teléfonos, la privación del sueño y drogas de la verdad, entre otros. Además de torturar a sospechosos reales, el ejército francés también enterraba vivos a ancianos.
El libro de Benoist Rey Les égorgeurs también fue censurado en abril de 1961. Ese mismo año denunció la tortura como "método represivo habitual, sistemático, oficial y masivo".
Según un artículo de Verité Liberté publicado en 1961, "En la granja Ameziane, en un CRA (Centro de Información y Acción) de Constantina, se practica a escala industrial. Los sospechosos fueron arrestados durante redadas, tras ser denunciados. Se dividieron en dos grupos: los interrogados de inmediato y los que debían esperar. A estos últimos se les privó de alimentos entre dos y ocho días, en una flagrante violación de las Convenciones de Ginebra de 1949".

Según el historiador R. Branche, la tortura comenzaba con el despojo sistemático de la víctima. Los golpes se combinaban con muchas técnicas diferentes, entre ellas el ahorcamiento de los pies o de las manos, la tortura con agua, la tortura con descargas eléctricas y violaciones. Así fue descrito por "Verité Liberté":
El interrogatorio se realiza de acuerdo con la guía provisional del agente de inteligencia (Guide provisoire de l'officier de renseignement, OR), capítulo IV: primero, el oficial interroga al prisionero de la manera "tradicional", golpeándolo con el puño y pateándolo. Luego viene la tortura: el ahorcamiento... tortura de agua... electricidad...  quemandolo (usando cigarrillos, etc.)... Los casos de prisioneros que se volvían locos eran frecuentes... Entre las sesiones de interrogatorio, los sospechosos son encarcelados sin comida en celdas, algunas de las cuales son lo suficientemente pequeñas como para impedirles acostarse. Cabe señalar que algunos de ellos eran adolescentes muy jóvenes y otros ancianos de 75, 80 años o más.
Según Vérité Liberté, el fin de estas sesiones de tortura era la liberación (a menudo el caso de las mujeres y de quienes podían pagar), el internamiento o la desaparición forzada. "Este centro, inaugurado en 1957, tiene una capacidad de 500 a 600 personas... Desde su constitución, ha 'controlado' (encarcelado durante menos de 8 días) a 108.175 personas; ha registrado a 11.518 argelinos como activistas nacionalistas...; ha retenido durante más de 8 días a 7.363 personas; ha internado en Hamma (un campo de internamiento) a 789 sospechosos".

## Colonialismo
La tortura fue un procedimiento utilizado desde el comienzo de la colonización de Argelia, iniciada por la Monarquía de Julio en 1830. Dirigida por el mariscal Bugeaud, que se convirtió en el primer gobernador general de Argelia, la invasión de Argelia estuvo marcada por una política de tierra quemada y el uso de la tortura, legitimados por una ideología racista.
Otros historiadores muestran también que la tortura formaba parte integrante del sistema colonialista: "La tortura en Argelia está inscrita en el acto colonial, es la ilustración 'normal' de un sistema anormal", escribieron Nicolas Bancel, Pascal Blanchard y Sandrine Lemaire, que publicaron trabajos decisivos sobre el fenómeno de los "zoológicos humanos". Desde las enfumades de las cuevas de Darha en 1844 por Pélissier hasta los disturbios de 1945 en Sétif, Guelma y Kherrata, la represión en Argelia ha utilizado los mismos métodos. Después de las masacres de Sétif del 9 de mayo de 1945, se produjeron otros disturbios contra la presencia europea en Guelma, Batna, Biskra y Kherrata, que provocaron 103 muertes entre los colonos. La represión de estos disturbios causó oficialmente 1.500 muertos, pero N. Bancel, P. Blanchard y S. Lemaire estiman que fue más bien entre 6.000 y 8.000 muertos.
Tres años antes de la insurrección del Toussaint Rouge de 1954, Claude Bourdet, exmiembro de la resistencia, escribió un artículo publicado el 6 de diciembre de 1951 en L'Observateur, titulado "¿Existe la Gestapo en Argelia?". La tortura también se había empleado durante la Guerra de Indochina (1947-1954).
La historiadora Raphaëlle Branche, profesora de conferencias de historia contemporánea en la Universidad París I-Sorbona, quien escribió su tesis doctoral sobre el uso de la tortura durante la guerra de Argelia, señaló que "en la Francia metropolitana, la tortura no alcanzó el mismo nivel que en Argelia. Sin embargo, en ambas orillas, siguió siendo una práctica tolerada por las autoridades y una forma de violencia a la que los argelinos sabían que podían ser sometidos".

## En Francia metropolitana
La guerra también afectó a la Francia metropolitana. Existen pocas pruebas sólidas sobre el uso de la tortura por cualquiera de los dos bandos en Francia, pero hubo casos en que la policía francesa o sus auxiliares pueden haber participado en torturas y asesinatos de agentes o manifestantes del FLN, y, de igual modo, pero menos posible, el FLN podría haber usado la tortura para acabar con oponentes y recaudar fondos entre los expatriados argelinos en Francia.
A partir de 1954, el FLN intentó establecer una organización político-militar entre los 300.000 argelinos que residían en Francia; en 1958, había abrumado al Movimiento Nacional Argelino de Messali Hadj, a pesar de la popularidad de este último entre los expatriados argelinos al comienzo de la guerra. a veces se recurrió a la tortura, junto con golpes y muertes, para acabar con los oponentes del FLN, y el número de muertos por esta violencia interna tan sólo en Francia fue de aproximadamente 4.000. Posteriormente, el FLN utilizó esta organización para obtener un "impuesto revolucionario" que, según el líder del FLN, Ali Haroun, ascendió al "80% de los recursos (financieros) de la rebelión"; esto se logró en parte mediante extorsión, en algunos casos mediante golpes y torturas.
Después de participar en la represión temprana en Constantina, Argelia como prefecto, Maurice Papon fue nombrado jefe de la policía parisina el 14 de marzo de 1958. Las tensiones aumentaron después del 25 de agosto de 1958, cuando una ofensiva guerrillera del FLN en París mató a tres policías en el bulevar de l'Hôpital en el distrito 13 y a otro frente a la cartoucherie de Vincennes, lo que llevó a arrestos y encarcelamientos de argelinos sospechosos de apoyar al FLN. En 1960, Papon creó la Fuerza de Policía Auxiliar (FPA – Force de police auxiliaire), que en otoño de 1960 contaba con 600 argelinos y operaba en zonas densamente pobladas por argelinos en París y sus suburbios. Aunque no existe evidencia completa al respecto, la presunción más fuerte de tortura por parte de la FPA se refiere a dos lugares en el distrito 13.
La escalada continuó entre agosto y octubre de 1961, cuando el FLN reanudó los bombardeos contra la policía francesa, matando a 11 policías e hiriendo a 17 (en París y sus suburbios). Esto culminó el 17 de octubre de 1961, cuando la policía francesa reprimió una manifestación de 30.000 argelinos que aparentemente protestaban contra un toque de queda de facto que les había impuesto la prefectura de policía, aunque el FLN había planeado la manifestación también como una posible provocación. Aunque las estimaciones difieren, el número de muertos oficialmente reconocidos (en los informes y declaraciones del gobierno francés de 1998) en la represión de esta manifestación fue de entre 40 y 48. Algunos manifestantes podrían haber sido torturados antes de ser asesinados y sus cuerpos arrojados al Sena. Un tema importante dentro de la Francia metropolitana era la opinión pública, dado que una parte sustancial de la población sostenía una ideología anticolonialista formal (comunistas, en particular) o estaba debatiendo la guerra. Los partidos también lucharon en este frente. La Prefectura de Policía negó haber utilizado tortura o violencia indebida. Por el contrario, informantes reportaron sobre una campaña organizada para implicar al FPA, de modo que "dirigentes del FLN y militantes cuidadosamente seleccionados de la residencia obrera de Vitry (45, rue Rondenay) fueron encargados de declarar en cafés y lugares públicos que habían sufrido exacciones, les habían robado carteras o relojes [...], y habían sido víctimas de violencia por parte de la 'policía argelina'".
Una nota difundida por la rama francesa del FLN a sus filiales en septiembre de 1959 se centraba específicamente en denunciar torturas para influir en el sistema judicial:

Para aquellos hermanos nuestros que serán arrestados, es importante especificar qué actitud deberán adoptar. Cualquiera que sea el trato que la policía dé al patriota argelino, éste debe, en toda circunstancia, cuando sea presentado ante el Fiscal, declarar que ha sido golpeado y torturado... Nunca debe dudar en acusar a la policía de torturas y palizas. Esto influye mucho en el juez y los tribunales.

## Amnistías
La primera amnistía fue aprobada en 1962 por el presidente Charles de Gaulle, por decreto, anticipando una discusión parlamentaria que podría haber negado la inmunidad a hombres como el general Paul Aussaresses.
La segunda amnistía fue promulgada en 1968 por la Asamblea Nacional, que otorgó una amnistía general a todos los actos cometidos durante la guerra de Argelia.
Los miembros de la OEA recibieron amnistía del presidente François Mitterrand (PS), y en 1982 se declaró una amnistía general para todos los crímenes de guerra. Pierre Vidal-Naquet, entre otros, lo ha calificado de "vergüenza".

## Controversia durante la guerra

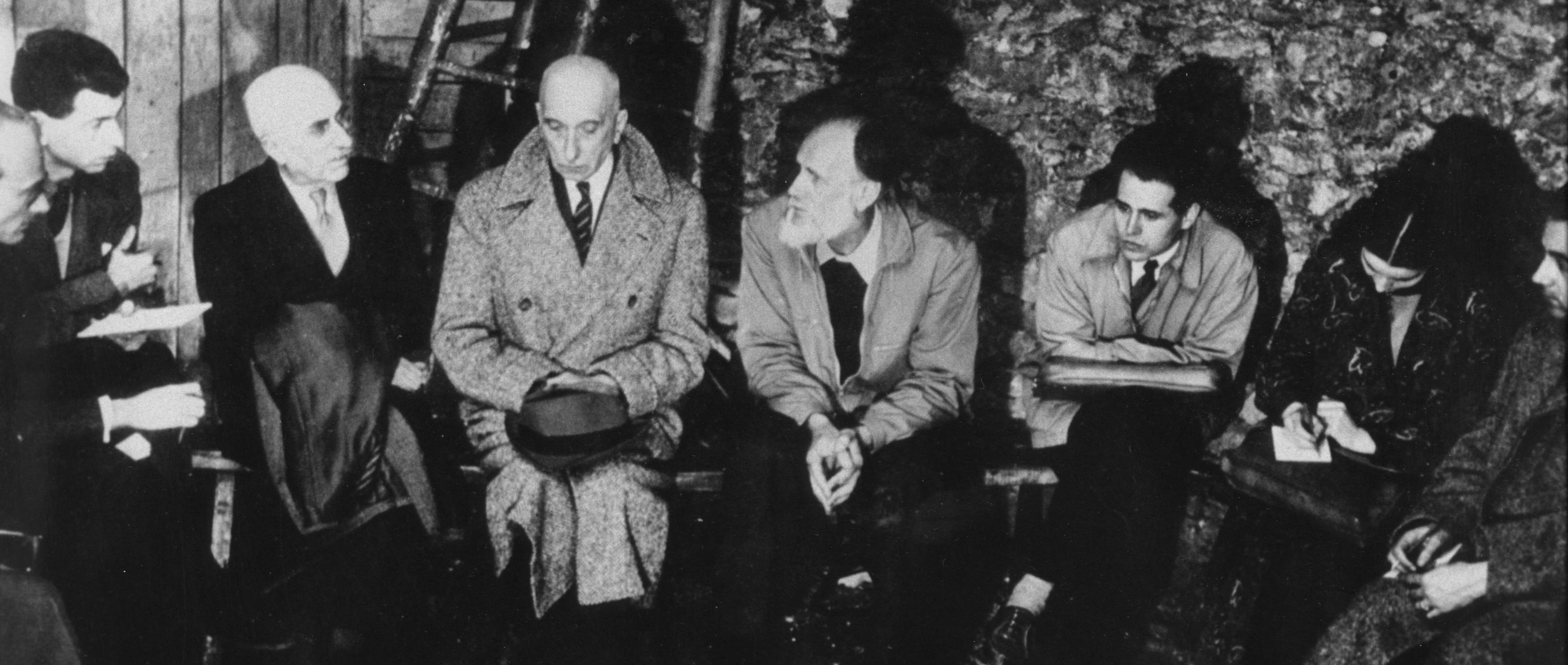
Personas en huelga de hambre contra la tortura en París, 1957 (Lanza del Vasto y Louis Massignon entre otros)

El uso sistemático de la tortura creó una controversia nacional que tuvo efectos duraderos en la sociedad francesa y argelina. Ya el 2 de noviembre de 1954, el escritor católico François Mauriac denunciaba el uso de la tortura en L'Express en un artículo titulado "Surtout, ne pas torturer" ("Sobre todo, no tortures").
Dos importantes funcionarios, uno civil y otro militar, dimitieron a causa del uso de la tortura. El primero fue Paul Teitgen, exsecretario general de la policía de Argel, que había sido torturado por la Gestapo. Dimitió el 12 de septiembre de 1957, en protesta contra el uso masivo de la tortura y las ejecuciones extrajudiciales. El otro fue el general de Bollardière, quien fue el único oficial del ejército que denunció el uso de la tortura. Fue puesto a cargo de los arrestos militares y luego tuvo que dimitir.
La tortura fue denunciada durante la guerra por muchos intelectuales de izquierda franceses, miembros o no del PCF, que mantenía una línea anticolonialista. Bajo la presión de la oposición de izquierda a la guerra y al uso de la tortura, incluido el Partido Comunista Francés (PCF),  el gobierno, entonces dirigido por Guy Mollet (SFIO), creó una Comisión de Salvaguardia de los Derechos y Libertades Individuales, compuesta por varias personalidades nombradas por el gobierno, que hizo público su informe en septiembre de 1957: según él, la tortura era una práctica frecuente en Argelia. Sin embargo, algunos afirman que el objetivo principal era en realidad absolver al ejército francés de acusaciones y ganar tiempo (Raphaëlle Branche, 2004).

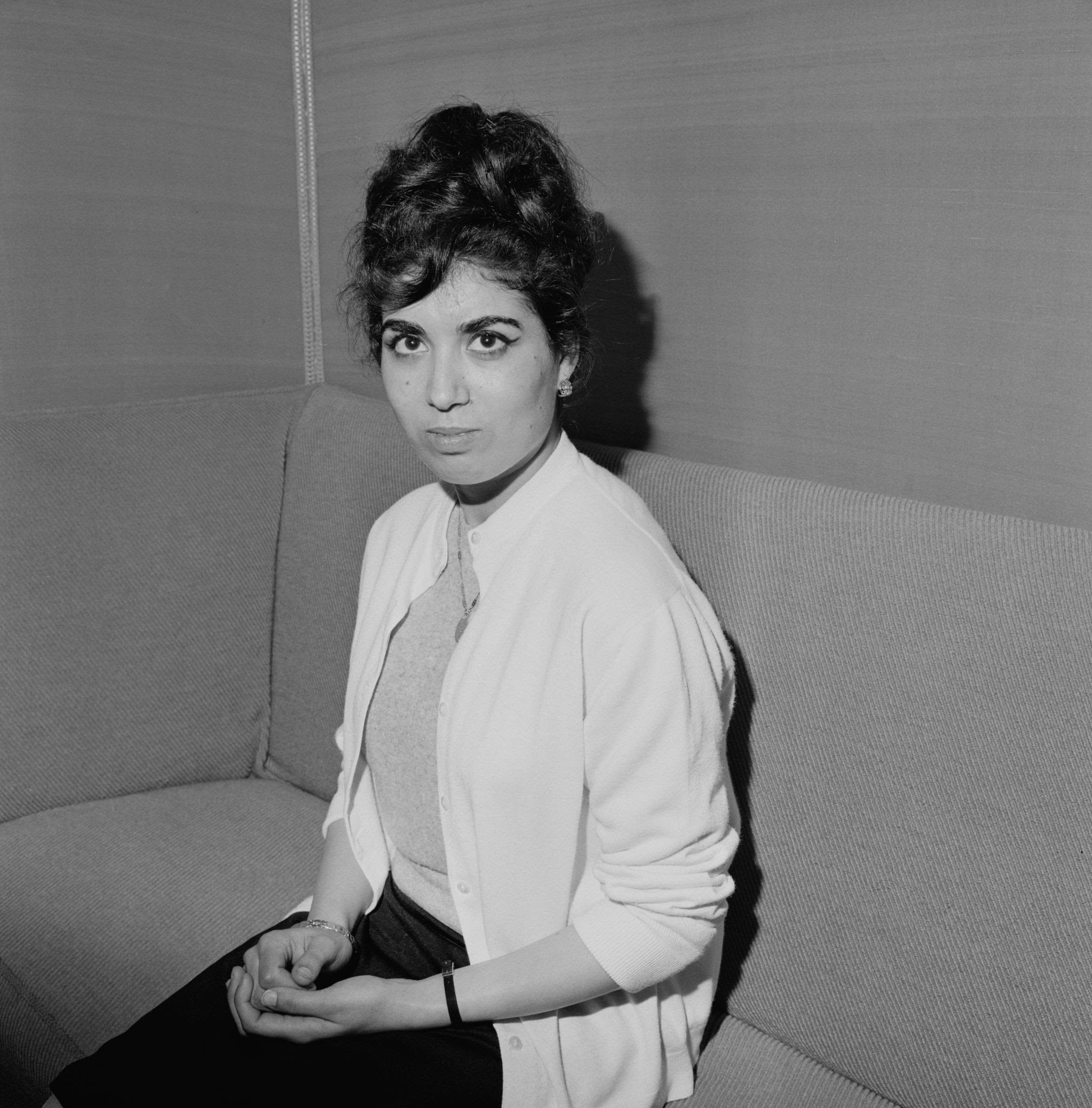
Djamila Boupacha, militante del FLN, fue detenida cuando tenía 22 años y sometida a tortura y violación.

Henri Alleg, lo denunció en La Question, que junto con La Gangrène, de Bachir Boumaza, y la película del comunista italiano Gillo Pontecorvo, La batalla de Argel, de 1966, fueron censuradas en Francia. La tortura también fue evocada durante el juicio a la militante de ALN Djamila Boupacha, defendida por la abogada Gisèle Halimi. El escritor Albert Camus, pied-noir y famoso existencialista, intentó sin éxito persuadir a ambos bandos para que al menos dejaran en paz a los civiles, escribiendo editoriales contra el uso de la tortura en el periódico Combat. Otros opositores famosos a la tortura fueron Robert Bonnaud, quien, por consejo de su amigo Pierre Vidal-Naquet, publicó en 1956 un artículo en L'Esprit, una revista personalista fundada por Emmanuel Mounier (1905-1950). Bonnaud fue encarcelado más tarde, en junio de 1961, acusado de apoyar al FLN. Pierre Vidal-Naquet, uno de los muchos firmantes del Manifiesto de los 121 contra la tortura,  escribió un libro, L'Affaire Audin (1957), y, como historiador, continuaría trabajando sobre la guerra de Argelia durante toda su vida. Además de Vidal-Naquet, entre los firmantes famosos del Manifiesto de los 121, publicado después de la Semana de las Barricadas de 1960, se encontraban Robert Antelme, escritor y superviviente de Auschwitz, los escritores y escritoras Simone de Beauvoir y Maurice Blanchot, Pierre Boulez, André Breton, Hubert Damisch, Marguerite Duras, Daniel Guérin, Robert Jaulin, Claude Lanzmann, Robert Lapoujade, Henri Lefebvre, Michel Leiris, Jérôme Lindon, editor de la editorial Minuit, François Maspero, otro editor, Théodore Monod, Maurice Nadeau, Jean-François Revel, Alain Robbe-Grillet, autor y fundador del nouveau roman, los escritores Françoise Sagan, Nathalie Sarraute, Jean-Paul Sartre, y Claude Simon, Jean Bruller (Vercors), Jean-Pierre Vernant, Frantz Fanon, etc.
Según Henri Alleg, "en realidad, la base del problema era esta misma guerra injusta. Desde el momento en que se inicia una guerra colonial, es decir, una guerra para someter a un pueblo a la propia voluntad, se pueden dictar todas las leyes que se quiera, pero siempre serán violadas".

## Controversias de la década del 2000
El general Jacques Massu defendió el uso de la tortura en su libro de 1972, La verdadera batalla de Argel (La vraie bataille d'Alger). Más tarde declaró a Le Monde en 2000 que "la tortura no era necesaria y que podríamos haber decidido no utilizarla".
Dos días después de la visita a Francia del presidente argelino Abdelaziz Bouteflika, Louisette Ighilahriz, exactivista del Ejército de Liberación Nacional, publicó su testimonio en Le Monde el 20 de junio de 2000. A los veinte años, fue capturada en septiembre de 1957, durante la batalla de Argel, y violada y torturada durante tres meses. Nombró al general Massu como responsable del ejército francés en ese momento. Massu, de 94 años, reconoció el testimonio de Ighilahriz y declaró a Le Monde: "La tortura no es indispensable en tiempos de guerra, y se puede prescindir de ella. Cuando recuerdo Argelia, me entristece... Se podría haber hecho las cosas de otra manera". Por el contrario, el general Bigeard (entonces coronel) calificó sus declaraciones de "una maraña de mentiras", mientras que Aussaresses las justificó.

### Confesión y condena del general Aussaresses en 2000
El general Paul Aussaresses admitió en su libro de 2001, "Servicios especiales, Argelia 1955-1957", el uso sistemático de la tortura durante la guerra. Confesó haber participado en torturas y haber ejecutado ilegalmente a 24 argelinos, bajo las órdenes del gobierno de Guy Mollet. También reconoció el asesinato del abogado Ali Boumendjel, líder del FLN en Argel, y de Larbi Ben M'Hidi, que se habían encubierto como "suicidios". Por justificar el uso de la tortura, fue condenado ante los tribunales y despojado de su grado militar y de la Legión de Honor.

Según Aussaresses, Massu seguía diariamente la lista de prisioneros "interrogados" y de "accidentes" ocurridos durante estas sesiones de tortura. Aussaresses explicó que esto había sido ordenado directamente por el gobierno de Guy Mollet. En particular, declaró:
He dado cuentas diarias de mi actividad a mi superior directo, el general Massu, quien informó al Jefe del Estado Mayor. La autoridad política o militar habría podido ponerle fin en cualquier momento.
También escribió:

En cuanto al uso de la tortura, era tolerado, aunque no recomendado. François Mitterrand, el ministro de Justicia, tenía, de hecho, un emisario cerca de Massu, el juez Jean Bérard, que nos cubría y sabía exactamente lo que pasaba por la noche.

Sin embargo, el historiador Pierre Vidal-Naquet afirmó, respecto a Mitterrand, quien fue presidente de Francia entre 1981 y 1995, que "cuando fue ministro de Justicia en 1956-57, durante la guerra de Argelia, no fue tan malo como se decía. Solo tenía a su cargo la justicia civil, y Reliquet (el fiscal de Argel, quien era liberal [es decir, "liberal" en francés suele referirse al liberalismo económico]) me dijo personalmente que nunca recibió instrucciones tan estrictas contra la tortura como las que recibió de Mitterrand".
Tras las revelaciones de Aussaresses, que demostraron que la tortura había sido ordenada por los niveles más altos de la jerarquía estatal francesa, Human Rights Watch envió una carta al presidente Jacques Chirac (RPR) para acusar a Aussaresses de crímenes de guerra, declarando que, a pesar de las amnistías pasadas, dichos crímenes, que también pueden haber sido crímenes contra la humanidad, no pueden ser amnistiados. La Liga de Derechos Humanos (LDH) presentó una denuncia contra él por "apología de crímenes de guerra", ya que Paul Aussaresses justificó el uso de la tortura, afirmando que había salvado vidas. Fue condenado a una multa de 7.500 euros por el Tribunal de grande instance de París, mientras que Plon y Perrin, dos editoriales que habían publicado su libro en el que hacía apología del uso de la tortura, fueron condenadas a una multa de 15.000 euros cada una. La sentencia fue confirmada por el Tribunal de Apelación en abril de 2003. El Tribunal de Casación rechazó la intercesión en diciembre de 2004. El Tribunal de Casación declaró en su sentencia que "la libertad de informar, que es la base de la libertad de expresión», no conduce a "acompañar la exposición de hechos... con comentarios que justifiquen actos contrarios a la dignidad humana y universalmente reprobados", ni a "glorificar a su autor". Aussaresses había escrito en su libro: "La tortura se hizo necesaria cuando se impuso la emergencia".
Sin embargo, el Tribunal de Casación rechazó la denuncia presentada contra él por cargos de tortura, alegando que habían sido amnistiados.

### La actitud de Bigeard
El general Marcel Bigeard, que había negado durante cuarenta años haber empleado la tortura, finalmente también admitió que se había utilizado, aunque afirmó que él personalmente no había participado en esa práctica. Bigeard, quien calificó a los activistas del FLN de "salvajes", afirmó que la tortura era un "mal necesario". Por el contrario, el general Jacques Massu la denunció tras las revelaciones de Aussaresses y, antes de su muerte, se pronunció a favor de una condena oficial del uso de la tortura durante la guerra.
La justificación de la tortura por parte de Bigeard ha sido criticada por varias personas, entre ellas Joseph Doré, arzobispo de Estrasburgo, y Marc Lienhard, presidente de la Iglesia Luterana de la Confesión de Augsburgo de Alsacia y Lorena.
En junio de 2000, Bigeard declaró que estaba destinado en Sidi Ferruch, conocido por ser un centro de tortura del que muchos argelinos nunca salieron con vida. Bigeard calificó de "mentiras" las revelaciones de Louisette Ighilahriz, publicadas en Le Monde el 20 de junio de 2000. Una activista del ALN, Louisette Ighilahriz, había sido torturada por el general Massu. Ella misma llamó a Bigeard "mentiroso" y lo criticó por seguir negando el uso de la tortura 40 años después. Sin embargo, desde las revelaciones del general Massu, Bigeard ha admitido el uso de la tortura, aunque niega haberla empleado personalmente. Luego declaró: "Están golpeando el corazón de un hombre de 84 años". Bigeard también reconoció que Larbi Ben M'Hidi había sido asesinado y que su muerte se había disfrazado de "suicidio".

### Jean-Marie Le Pen
Jean-Marie Le Pen, exlíder del partido de extrema derecha Frente Nacional y teniente durante la guerra, atacó a Le Monde y al exprimer ministro Michel Rocard bajo cargos de difamación después de que el periódico lo acusara de haber participado en torturas. Sin embargo, perdió el juicio y la justicia francesa declaró legítimas y creíbles las investigaciones de Le Monde, aunque Le Pen apeló. Le Pen siguió negando el uso de tortura, afirmando que sólo hubo "sesiones de interrogatorio". En mayo de 2003, Le Monde presentó como prueba judicial la daga que utilizó para cometer crímenes de guerra. Este asunto terminó en 2000 cuando la Corte Suprema de Justicia consideró legítimo publicar estas afirmaciones. Sin embargo, debido a la amnistía y la prescripción, no puede haber ningún proceso penal contra Le Pen por los crímenes que supuestamente cometió en Argelia. En 1995, Le Pen demandó sin éxito a Jean Dufour, consejero regional de Provenza-Alpes-Costa Azul (Partido Comunista Francés), por la misma razón. Pierre Vidal-Naquet en "La tortura, un cáncer de la democracia" afirma que, después de que le negaran una bebida en un bar ya cerrado en Argel, Le Pen hizo torturar hasta la muerte al camarero.

### Estudios en frances
- Alleg, Henri Mémoire algérienne : Souvenirs de luttes et d'espérances, París, Stock, 2005, 407 págs.,ISBN 2-234-05818-X .
- Bousselham, Hamid, "Torturés par Le Pen" sur Rebellyon.info de édité par Rahma co-édition Rahma-Anep.
- Branche, Raphaëlle "La tortura y el ejército colgante la guerra de Algérie", Gallimard, septiembre de 2001.
- Harbi, Mohamed y Stora, Benjamin, La Guerre d'Algérie, 1954–2004. El fin de la amnésie París, Laffont, 2004ISBN 2-221-10024-7. Reedición PlurielISBN 2-01-279279-0ISBN 978-2-01-279279-1 (incluye resumen de Raphaëlle Branche, "La tortura colgante la guerre", p. 381–402)
- Le Cour Grandmaison, Olivier (2005). Colonizador, Exterminador: Sur la guerre et l'État colonial, Fayard, p. 161.ISBN 978-2-213-62316-0
- Robin, Marie-Monique, Escadrons de la mort, l'école française, 453 páginas. La Découverte (15 de septiembre de 2004). Colección: Cahiers libres. (ISBN 2-7071-4163-1 ) Los Escuadrones De La Muerte/ the Death Squadron, 539 páginas. Sudamericana; Edición :Translatio (octubre de 2005). (ISBN 950-07-2684-X ) Presentación de "Escadrons de la mort, l'école française" en el sitio de la LDH de Toulon.
- Vidal-Naquet, Pierre, L'Affaire Audin (1957); La tortura en la República : ensayo de historia y política contemporánea (1954-1962), Minuit, 1972.

### Resúmenes y trabajos colectivos

#### idioma francés
- Branche, Raphaëlle. "Justicia y tortura en Alger en 1957 : apports et limites d'un document" (en colaboración con Sylvie Thénault) en Dominique Borne, Jean-Louis Nembrini et Jean-Pierre Rioux (dir.), Apprendre et enseigner la guerre d'Algérie et le Maghreb contemporain, Actes de l'université d'été de l'Education Nationale, CRDP de Versailles, 2002, p. 71–88. Disponible en línea .
  - "La seconde Commission de sauvegarde des droits et libertés individuels" en AFHJ, en La Justice en Algérie 1830–1962, París, La Documentation Française, 2005, 366 p., p. 237–246.
  - "Comment rétablir de la norme en temps d'exception. L'IGCI/CICDA colgante la guerre d'Algérie" en Laurent Feller (dir.), Contrôler les agent du pouvoir, Limoges, PULIM, 2004, p. 299–310.
  - "La tortura, el ejército y la República" en fr, dir. Yves Michaud, La guerre d'Algérie (1954–1962), París, Odile Jacob, 2004, p. 87–108 ( Audioconferencia )
  - "Faire l'histoire de la violencia d'État" en Sébastien Laurent (dir.), Archives "secrètes", secrets d'archives. Historiens et archivistes face aux archives sensibles, París, éditions CNRS, 2003, 288 p.
  - "La tortura colgante la guerra de Algérie : un crimen contra la humanidad ?" en Jean-Paul Jean y Denis Salas (dir.), Barbie, Touvier, Papon ... Des procès pour mémoire, Autrement, 2002, p. 136–143.
  - Branche, Raphaëlle. "Des viols colgante la guerre d'Algérie", Vingtième Siècle. Revue d'histoire, n°75, julio-septiembre de 2002, p. 123–132.
  - "La lutte contre le terrorisme urbain" en Jean-Charles Jauffret et Maurice Vaïsse (dir.), Militaires et guérilla dans la guerre d'Algérie, Bruselas, Complexe, 2001, 561 p., p. 469–487.
  - "La Commission de sauvegarde des droits et libertés individuels colgante la guerre d'Algérie. Chronique d'un échec annoncé ?", Veintiún siglos. Revue d'histoire, n°62, abril-junio de 1999, p. 14–29.

#### Otros idiomas
- Aussaresses, General Paul. La batalla de la Casbah: terrorismo y contraterrorismo en Argelia, 1955-1957 . (Nueva York: Enigma Books, 2010)ISBN 978-1-929631-30-8 .
- Branche, Raphaëlle. "La tortura y las fronteras de la humanidad" (en colaboración con Françoise Sironi), Revista Internacional de Ciencias Sociales, n°174, diciembre de 2002, p. 539–548.
  - "Campaña contra la tortura" y "Guerra de Argelia" en John Merriman y Jay Winter (eds.), Encyclopedy of Europe, 1914–2004, Nueva York, Charles Scribner's Sons.
  - Soldados franceses en Argelia, 1954-1962 : Denunciando la tortura durante la guerra y cuarenta años después", simposio internacional organizado por la Universidad de Maryland y la Universidad Hebrea de Jerusalén sobre "Testimonio de soldados y derechos humanos", Jerusalén, febrero de 2004.
  - "El Estado, los historiadores y la memoria: La guerra de Argelia en Francia, 1992-2002", conferencia en el simposio internacional "Historiadores contemporáneos y el uso público de la historia", Södertörn University College, Estocolmo, agosto de 2002 (publicado en 2006)
  - "Las violaciones de la ley durante la guerra franco-argelina" en Adam Jones (eds), Genocide, War Crimes, and the West, Zed Books, 2004, pág. 134–145 (también disponible en alemán)
- Lazreg, Marnia, La tortura y el ocaso del imperio, Princeton: Princeton University Press, 2007 (ISBN 978-0-691-13135-1 ).
- Rejali, Darius, Tortura y democracia, Princeton: Princeton University Press, 2007.

### Obras contemporáneas
- Alleg, Henri, La Question, Lausana: E. La Cité, 1958; París: Éditions de Minuit, 1961 (ISBN 2-7073-0175-2 ).
- Trinquier, Roger . La guerra moderna: una visión francesa de la contrainsurgencia (1961).
- Vian, Boris, El desertor (traducido a muchos idiomas; censurado durante la guerra)